# Denis Gargaud Chanut
Denis Gargaud Chanut (Apt, 22 luglio 1987) è un canoista francese.

## Palmarès
- Giochi olimpici

Rio de Janeiro 2016: oro nel C1 slalom.
- Mondiali

La Seu d'Urgell 2009: argento nel C1 a squadre.
Tacen 2010: oro nel C2 a squadre e argento nel C2.
Bratislava 2011: oro nel C1 e nel C2 a squadre e argento nel C2.
Praga 2013: bronzo nel C1 a squadre.
Pau 2017: bronzo nel C1 a squadre.
- Europei

Nottingham 2009: argento nel C1 a squadre.
Bratislava 2010: bronzo nel C1 a squadre.
La Seu d'Urgell 2011: oro nel C1 a squadre e bronzo nel C1.
Augsburg 2012: bronzo nel C1 a squadre.